# 54. Infanterie-Division (Deutsches Kaiserreich)
Die 54. Infanterie-Division war ein Großverband des deutschen Heeres im Ersten Weltkrieg.

## Geschichte
Die Division wurde am 1. März 1915 gebildet und nach ihrer Aufstellung zunächst an der Westfront eingesetzt, dort nach kurzer Zeit jedoch wieder herausgelöst und an die Ostfront verlegt. Dort verblieb sie bis Mitte September 1915 und trat dann wieder an der Westfront an. Nach Kriegsende kehrte die Division in die Heimat zurück, wo sie im Januar 1919 demobilisiert und anschließend aufgelöst wurde.

### Gefechtskalender

#### 1915
- 03. April bis 18. Juli – Stellungskämpfe in der Champagne
- 18. bis 23. Juli – Reserve der OHL und Transport nach dem Osten
- 23. bis 25. Juli – Reserve Oberost
- 25. bis 27. Juli – Narewübergang südlich Ostrolenka
- 25. Juli bis 3. August – Schlacht am Narew
  - 3. August – Einnahme von Ostrolenka
- 04. bis 7. August – Schlacht am Orz-Bach
- 08. bis 10. August – Schlacht bei Ostrow
- 11. bis 12. August – Schlacht bei Tschishew-Sambrow
- 13. bis 18. August – Verfolgungskämpfe am oberen Narew und Nurzec
- 19. bis 25. August – Schlacht bei Bielsk
- 26. August bis 5. September – Verfolgungskämpfe am Swislocz und an der Naumka-Werecia
- 06. bis 13. September – Kämpfe um den Rotra-Abschnitt, bei Skidel und Lawna
  - 6. September – Schlacht bei Wolkowyszk
  - 6. bis 16. September – Verfolgung vom Njemen zur Beresina
- 16. bis 17. September – Schlacht an der Szczara und Jelnia
- 17. bis 19. September – Verfolgungskämpfe in den litauischen Sümpfen
- 19. September bis 1. Oktober – Reserve der OHL und Transport nach dem Westen
- 01. bis 10. Oktober – Reserve der OHL
- ab 9. Oktober – Stellungskämpfe an der Aisne

#### 1916
- bis 30. April – Stellungskämpfe an der Aisne
  - 10. März – Erstürmung des Berges bei La Ville aux Bois
- 11. Mai bis 9. September – Schlacht um Verdun
  - 18. bis 29. Mai – Kämpfe um Höhe 304
  - 29. Juni – Erstürmung feindlicher Gräben südlich des Camardwaldes
  - 30. Juni bis 8. August – Kämpfe um Höhe 304
- 09. September bis 3. November – Stellungskämpfe vor Verdun
  - 24. Oktober – Kämpfe am Fort Douaumont und bei Fort Vaux
- ab 4. November – Kämpfe bei Flirey, Stellungskämpfe zwischen Maas und Mosel

#### 1917
- bis 23. Februar – Kämpfe bei Flirey, Stellungskämpfe zwischen Maas und Mosel
- 24. Februar bis 9. April – Stellungskämpfe vor Verdun, bei Richecourt, Seicheprey und Flirey
- 17. April bis 27. Mai – Schlacht an der Aisne und in der Champagne
- 28. Mai bis 30. Juni – Stellungskämpfe bei Reims
- 01. bis 27. Juli – Stellungskämpfe in der Champagne
- 02. bis 19. August – Sommerschlacht in Flandern
- 19. August bis 26. November – Kämpfe in der Siegfriedstellung
  - 20. bis 26. November – Tankschlacht bei Cambrai
- ab 2. Dezember – Stellungskämpfe in Lothringen

#### 1918
- bis 9. Januar – Stellungskämpfe in Lothringen
- 10. Januar bis 4. Februar – Stellungskämpfe in Lothringen und in den Vogesen
- 04. Februar bis 25. März – Stellungskämpfe in Lothringen
- 21. März bis 6. April – Große Schlacht in Frankreich
  - 25. bis 31. März – Verfolgungskämpfe bis Montdidier-Noyon
- 07. April bis 7. August – Kämpfe an der Ancre, Somme und Avre
- 08. August bis 3. September – Abwehrschlacht zwischen Somme und Oise
- 04. bis 18. September – Kämpfe vor der Siegfriedfront
- 19. bis 22. September – Kämpfe in der Siegfriedfront
- 23. September bis 8. Oktober – Abwehrschlacht zwischen Cambrai und St. Quentin
- 09. Oktober bis 4. November – Kämpfe vor und in der Hermannstellung
- 05. bis 11. November – Rückzugskämpfe vor der Antwerpen-Maas-Stellung
- ab 12. November – Räumung des besetzten Gebietes und Marsch in die Heimat

## Gliederung

### Kriegsgliederung vom 3. März 1915
- 108. Infanterie-Brigade
  - Reserve-Infanterie-Regiment Nr. 27
  - Infanterie-Regiment „von Manstein“ (Schleswigsches) Nr. 84
  - Reserve-Infanterie-Regiment Nr. 90
  - Radfahr-Kompanie Nr. 54
  - 1. Eskadron/Braunschweigisches Husaren-Regiment Nr. 17
- 54. Feldartillerie-Brigade
  - Feldartillerie-Regiment Nr. 107
  - Feldartillerie-Regiment Nr. 108
  - Fußartillerie-Bataillon Nr. 54
- Pionier-Kompanie Nr. 107
- Pionier-Kompanie Nr. 108

### Kriegsgliederung vom 20. März 1918
- 108. Infanterie-Brigade
  - Reserve-Infanterie-Regiment Nr. 27
  - Infanterie-Regiment „von Manstein“ (Schleswigsches) Nr. 84
  - Reserve-Infanterie-Regiment Nr. 90
  - MG-Scharfschützen-Abteilung Nr. 39
  - 1. Eskadron/Braunschweigisches Husaren-Regiment Nr. 17
- Artillerie-Kommandeur Nr. 55 Ehrenmal des Feldartillerie-Regiment Nr. 108 im Schweriner Dom
  - Feldartillerie-Regiment Nr. 108
  - Fußartillerie-Bataillon Nr. 54
- Stab Pionier-Bataillon Nr. 138:
  - Pionier-Kompanie Nr. 107
  - Pionier-Kompanie Nr. 108
  - Minenwerfer-Kompanie Nr. 54

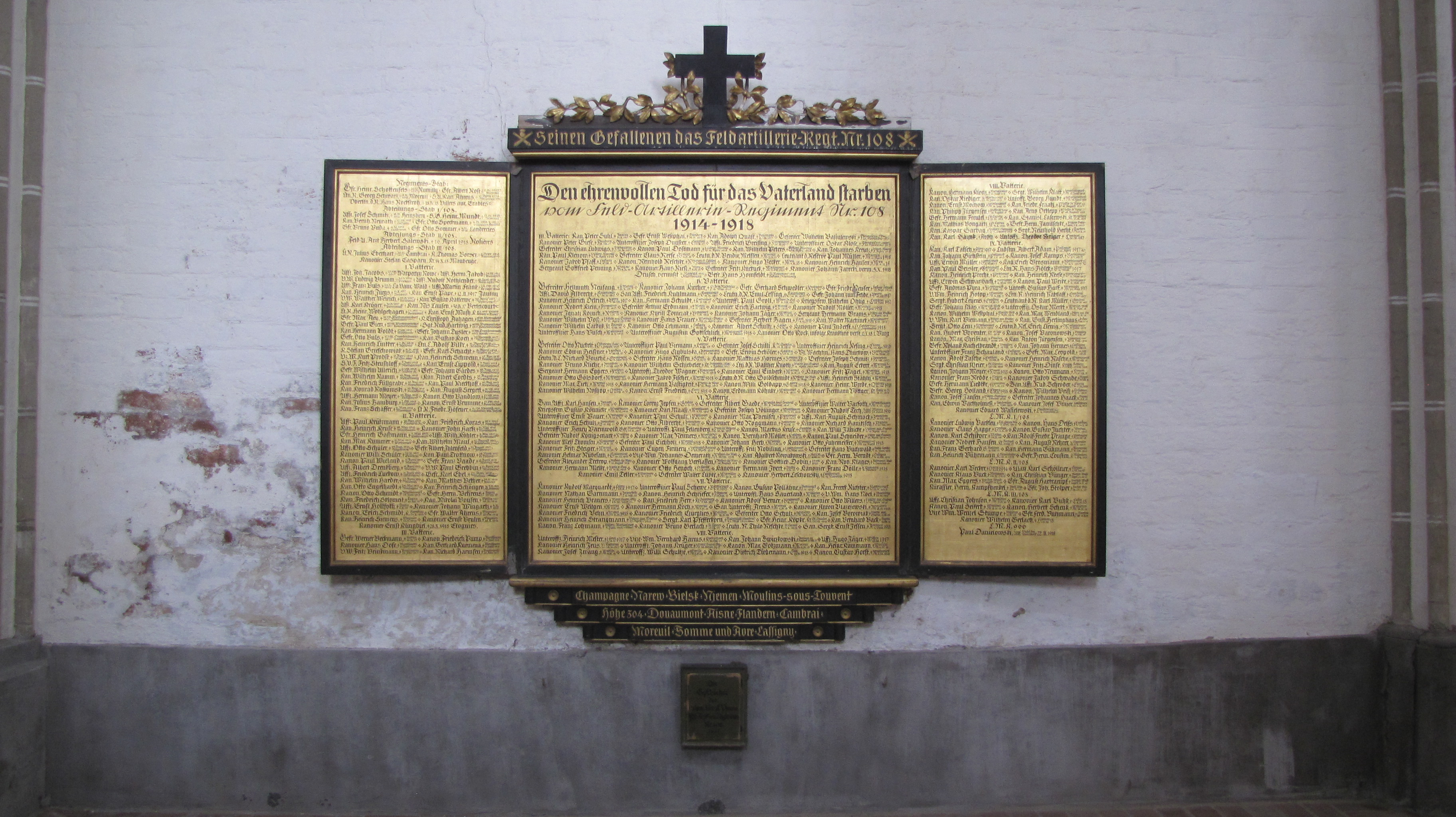
Ehrenmal des Feldartillerie-Regiment Nr. 108 im Schweriner Dom

- Divisions-Nachrichten-Kommandeur Nr. 54

## Kommandeure
| Dienstgrad                   | Name             | Datum                            |
| ---------------------------- | ---------------- | -------------------------------- |
| Generalmajor/Generalleutnant | Oskar von Watter | 1. März 1915 bis 4. März 1918    |
| Generalmajor                 | Ernst Kabisch    | 5. März 1918 bis 8. Februar 1919 |